# 小野悠斗
小野 悠斗（おの ゆうと、1991年9月28日-）は、神奈川県出身の元プロサッカー選手。ポジションはミッドフィールダー。
サッカー選手の小野裕二は弟。

## 来歴

### メキシコ時代
弟の裕二と同じ横浜F・マリノス下部組織出身。卒業後はオランダのNECナイメヘンの練習に参加。契約寸前にまで漕ぎ着けるが、ビザの関係、またクラブの財政難により契約は見送られた。
続いてメキシコへ渡り、クルブ・ネカクサと契約、U-20チームに所属し、主力として活躍した。だがクラブの2部降格によりU-20チームが解散したため、メキシコ2部のセラヤFCへ移籍。その後もメキシコ2部のクラブを渡り歩き、2014年までメキシコでプレーした。

### FC岐阜
2014年12月28日、JリーグのFC岐阜へ完全移籍。主にボランチで出場。
2019年12月5日、契約満了による退団が発表された。

### サムットプラーカーン・シティFC
2020年1月17日、タイ・リーグ1のサムットプラーカーン・シティFCに加入。

### チエンマイ・ユナイテッドFC
2022年6月22日、タイ・リーグ2のチエンマイ・ユナイテッドFCに加入。

### 引退
2023年7月23日、自身のSNSにて引退を発表した。

## 人物・エピソード
- 好きなサッカー選手はダビド・シルバ[11]。

## 所属クラブ
ユース経歴
- 横浜F・マリノスジュニアユース追浜
- 横浜F・マリノスユース

プロ経歴
- 2010年 - 2011年  クルブ・ネカクサ
- 2011年 - 2012年  セラヤFC
- 2013年  ティブロネス・ロホス・デ・ベラクルス
- 2013年 - 2014年  アトレティコ・サン・ルイス
- 2015年 - 2019年  FC岐阜
- 2020年 - 2022年  サムットプラーカーン・シティFC
- 2022年 - 2023年  チエンマイ・ユナイテッドFC

## 個人成績
| 国内大会個人成績 | 国内大会個人成績 | 国内大会個人成績 | 国内大会個人成績 | 国内大会個人成績 | 国内大会個人成績 | 国内大会個人成績 | 国内大会個人成績 | 国内大会個人成績 | 国内大会個人成績 | 国内大会個人成績 | 国内大会個人成績 |
| 年度             | クラブ           | 背番号           | リーグ           | リーグ戦         | リーグ戦         | リーグ杯         | リーグ杯         | オープン杯       | オープン杯       | 期間通算         | 期間通算         |
| 年度             | クラブ           | 背番号           | リーグ           | 出場             | 得点             | 出場             | 得点             | 出場             | 得点             | 出場             | 得点             |
| メキシコ         | メキシコ         | メキシコ         | メキシコ         | リーグ戦         | リーグ戦         | コパMX           | コパMX           | オープン杯       | オープン杯       | 期間通算         | 期間通算         |
| ---------------- | ---------------- | ---------------- | ---------------- | ---------------- | ---------------- | ---------------- | ---------------- | ---------------- | ---------------- | ---------------- | ---------------- |
| 2011-12          | セラヤ           |                  | アスセンソ       | 25               | 6                |                  |                  |                  |                  | 25               | 6                |
| 2012-13          | セラヤ           |                  | アスセンソ       | 14               | 2                | 4                | 0                |                  |                  | 18               | 2                |
| 2012-13          | ベラクルス       |                  | アスセンソ       | 13               | 2                | 1                | 0                |                  |                  | 14               | 2                |
| 2013-14          | サン・ルイス     |                  | アスセンソ       | 25               | 2                | 5                | 0                |                  |                  | 30               | 2                |
| 日本             | 日本             | 日本             | 日本             | リーグ戦         | リーグ戦         | リーグ杯         | リーグ杯         | 天皇杯           | 天皇杯           | 期間通算         | 期間通算         |
| 2015             | 岐阜             | 23               | J2               | 14               | 0                | -                | -                | 2                | 0                | 16               | 0                |
| 2016             | 岐阜             | 23               | J2               | 15               | 0                | -                | -                | 0                | 0                | 15               | 0                |
| 2017             | 岐阜             | 23               | J2               | 30               | 2                | -                | -                | 2                | 1                | 32               | 3                |
| 2018             | 岐阜             | 23               | J2               | 28               | 2                | -                | -                | 1                | 0                | 29               | 2                |
| 2019             | 岐阜             | 23               | J2               | 7                | 0                | -                | -                | 0                | 0                | 7                | 0                |
| 通算             | メキシコ         | メキシコ         | アスセンソ       | 77               | 12               | 10               | 0                |                  |                  | 87               | 12               |
| 通算             | 日本             | 日本             | J2               | 94               | 4                | -                | -                | 5                | 1                | 99               | 5                |
| 総通算           | 総通算           | 総通算           | 総通算           | 171              | 16               | 10               | 0                | 5                | 1                | 186              | 17               |

出場歴
- Jリーグ初出場 - 2015年4月29日 J2第10節 vsV・ファーレン長崎（岐阜メモリアルセンター長良川競技場）
- Jリーグ初得点 - 2017年5月27日 J2第16節 vs京都サンガF.C.（京都市西京極総合運動公園陸上競技場兼球技場）

## タイトル

### クラブ
横浜F・マリノスジュニアユース
- 日本クラブユースサッカー選手権 (U-15)大会：1回（2006年）

横浜F・マリノスユース
- 高円宮杯全日本ユースサッカー選手権 (U-18)大会：1回（2009年）

### 個人
- メニコンカップ（クラブユース東西対抗戦） 最優秀選手（2006年）